# Lange Jan (snoep)
Een Lange Jan is een oud-Hollands snoepje dat voornamelijk uit glucosesiroop en suiker bestaat. Het snoepje heeft de vorm van een platte strip van 2 bij 13 centimeter. Lange Jan was verkrijgbaar in zowel fruit- als dropvarianten. De Lange Jan heeft in de tijd een andere structuur en ingrediënten gekregen. Hij is ook wat korter geworden. Anno 2015 wordt Lange Jan nog onder het merk Fruittella verkocht.